# New York Knicks 2001-2002
La stagione 2001-02 dei New York Knicks fu la 53ª nella NBA per la franchigia.
I New York Knicks arrivarono settimi nella Atlantic Division della Eastern Conference con un record di 30-52, non qualificandosi per i play-off.

## Roster
| N° | Naz.                   | Ruolo | Sportivo              | Anno | Alt. | Peso |
| -- | ---------------------- | ----- | --------------------- | ---- | ---- | ---- |
| 4  | Stati Uniti (bandiera) | G     | Howard Eisley         | 1972 | 188  | 80   |
| 7  | Stati Uniti (bandiera) | G     | Lavor Postell         | 1978 | 196  | 98   |
| 8  | Stati Uniti (bandiera) | GA    | Latrell Sprewell      | 1970 | 196  | 86   |
| 13 | Stati Uniti (bandiera) | G     | Mark Jackson          | 1965 | 185  | 82   |
| 20 | Stati Uniti (bandiera) | G     | Allan Houston         | 1971 | 198  | 91   |
| 21 | Stati Uniti (bandiera) | G     | Charlie Ward          | 1970 | 188  | 86   |
| 23 | Stati Uniti (bandiera) | AC    | Marcus Camby          | 1974 | 211  | 100  |
| 25 | Stati Uniti (bandiera) | GA    | Larry Robinson        | 1968 | 191  | 82   |
| 32 | Stati Uniti (bandiera) | AC    | Othella Harrington    | 1974 | 206  | 107  |
| 35 | Stati Uniti (bandiera) | A     | Clarence Weatherspoon | 1970 | 198  | 109  |
| 40 | Stati Uniti (bandiera) | A     | Kurt Thomas           | 1972 | 206  | 104  |
| 44 | Stati Uniti (bandiera) | C     | Travis Knight         | 1974 | 213  | 107  |
| 49 | Stati Uniti (bandiera) | GA    | Shandon Anderson      | 1973 | 198  | 94   |
| 50 | Stati Uniti (bandiera) | C     | Felton Spencer        | 1968 | 213  | 120  |

## Staff tecnico
- Allenatori: Jeff Van Gundy (10-9) (fino al 10 dicembre)[1], Don Chaney (20-43)
- Vice-allenatori: Don Chaney (fino al 10 dicembre), Tom Thibodeau, Steve Clifford, Andy Greer, Greg Brittenham, Herb Williams, Michael Malone